# 大刀洗陸軍飛行学校
座標: 北緯33度24分33.71秒 東経130度37分11.83秒 / 北緯33.4093639度 東経130.6199528度
大刀洗陸軍飛行学校（たちあらいりくぐんひこうがっこう）は、日本陸軍の軍学校のひとつ。飛行機操縦に従事する少年飛行兵となる生徒および少年飛行兵、あるいは特別幹部候補生その他を教育する飛行学校である。主として飛行機の基本操縦教育を行った。1940年（昭和15年）10月に設立され、1945年（昭和20年）2月に航空師団の一部に改編のため閉鎖された。学校本部および本校は福岡県三井郡大刀洗村に置かれ、ほかに各地に分教場または教育隊があった。

## 概要

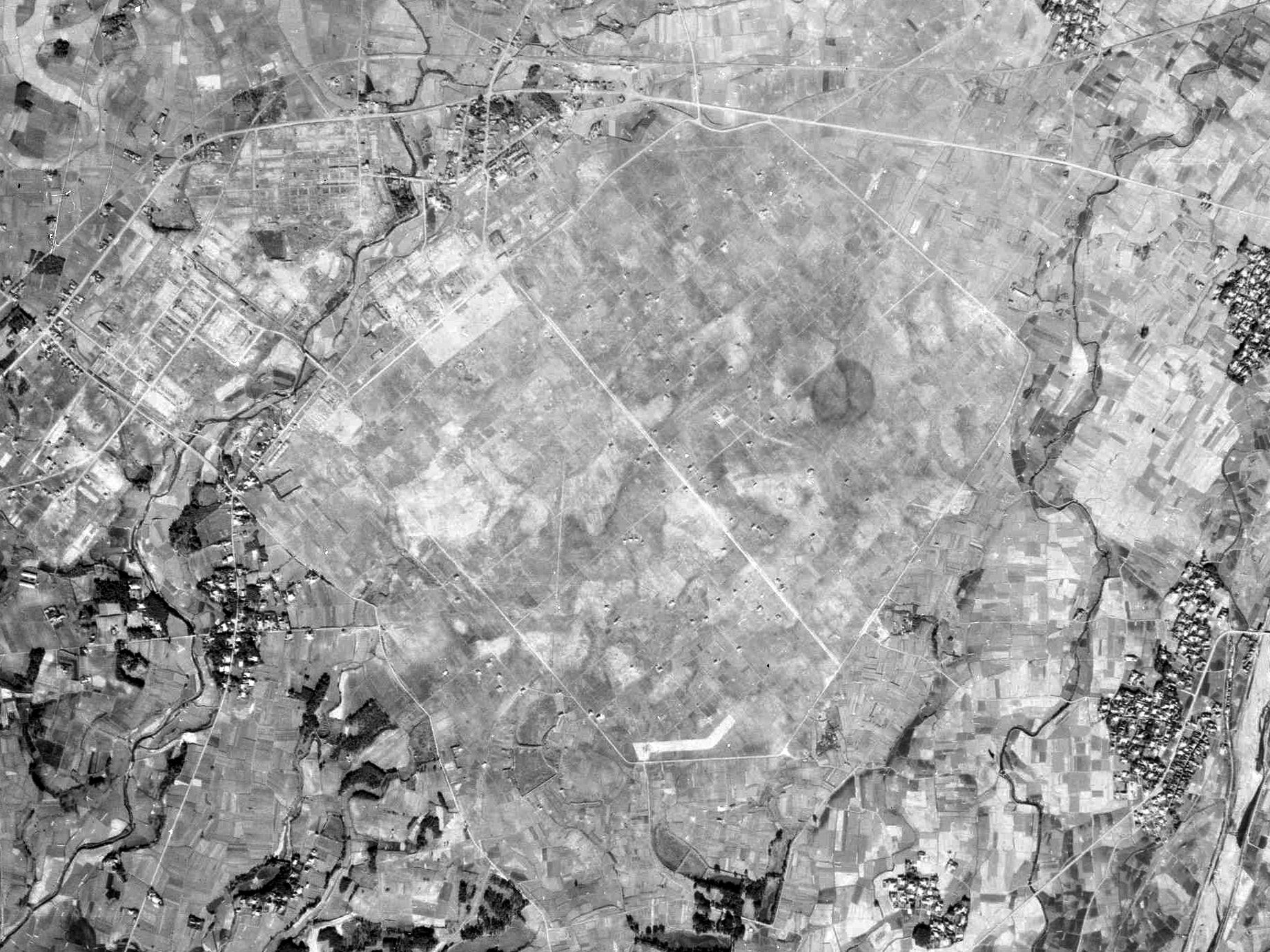
終戦間もない大刀洗陸軍飛行学校跡および飛行場跡の空中写真（1947年）

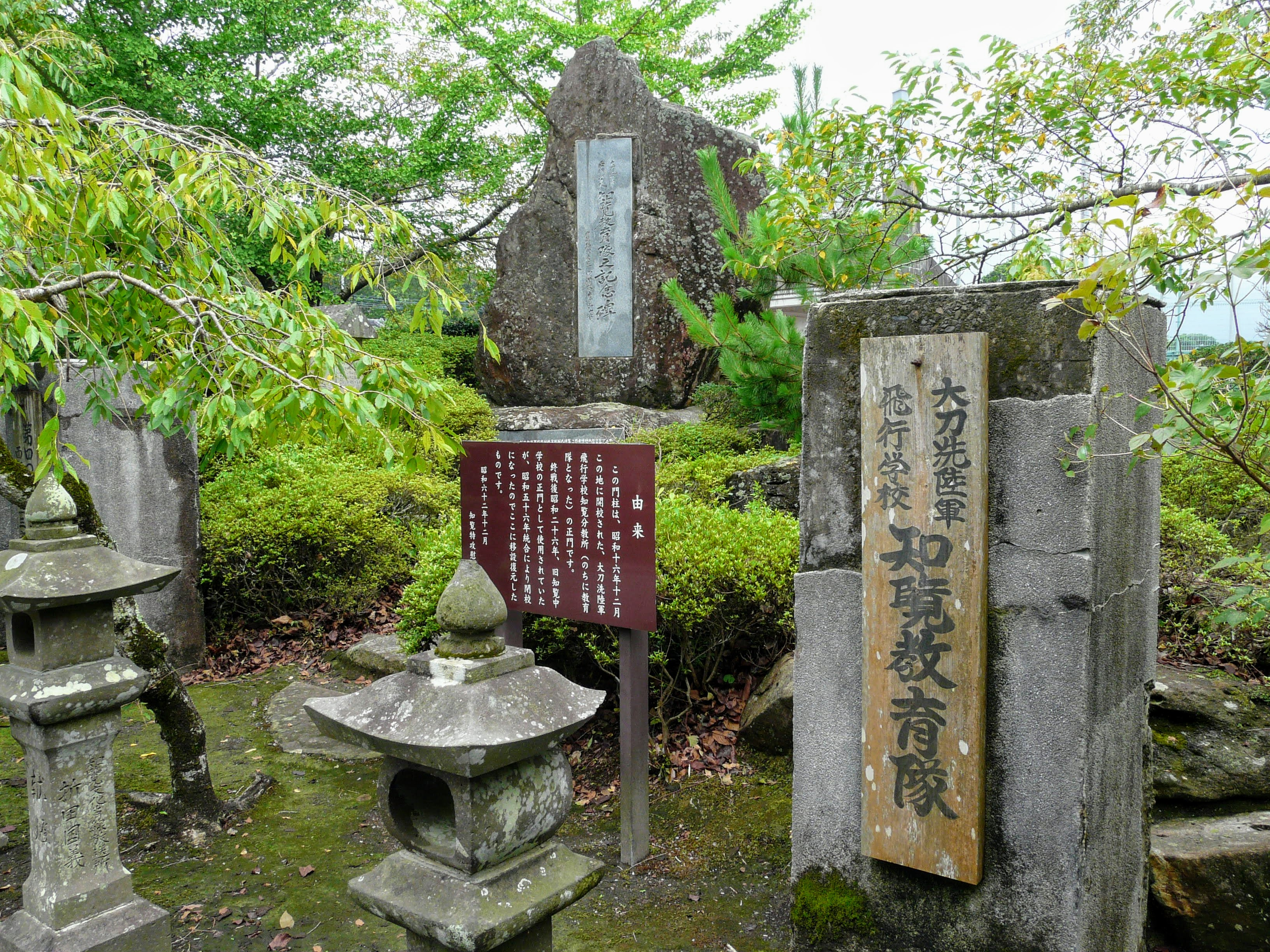
知覧特攻平和会館に移設復原された大刀洗陸軍飛行学校知覧分教所の正門。

大刀洗陸軍飛行学校は東京陸軍航空学校を卒業した操縦分科の陸軍少年飛行兵となる生徒、および同生徒の課程を修了して上等兵の階級を与えられた少年飛行兵に飛行機の基本操縦教育を行うことを主な目的として、1940年（昭和15年）9月13日公布、10月1日施行の大刀洗陸軍飛行学校令（勅令第578号）により大刀洗陸軍飛行場に開設された。
生徒は毎年2回入校させ、修業年限はおよそ1年間とされた。その他に憲兵を除く兵科将校・下士官を学生として「必要ノ修学ヲ為サシムルコト」も可能と学校令で定められていた。太平洋戦争（大東亜戦争）後期には、1943年（昭和18年）10月より採用が始まった陸軍特別操縦見習士官の教育も行われた。
1944年（昭和19年）4月からは操縦要員として採用された3000名を超える陸軍特別幹部候補生の教育も行われ、清水かつら作詞、佐々木俊一作曲による「特幹の歌」の歌詞の一節「ああ特幹の大刀洗」で当時の日本国民に知られるようになった。
大刀洗陸軍飛行学校は本校の置かれた福岡県三井郡のほかにも、各地に所在する陸軍飛行場に分教所を設置し教育を行った。分教所は時宜により様々な陸軍飛行場が指定あるいは指定外となっており、設置が固定されたものではなかった。下記は大刀洗陸軍飛行学校の開校から廃止までの間に分教所として使用されたことが確認できる陸軍飛行場である。
1. 京都陸軍飛行場（京都府久世郡御牧村）
2. 岡山陸軍飛行場（岡山市）
3. 筑後陸軍飛行場（福岡県八女市）
4. 目達原陸軍飛行場（佐賀県神埼郡三田川村）
5. 菊池陸軍飛行場（熊本県菊池市花房）
6. 黒石原陸軍飛行場（熊本県合志市）
7. 熊本陸軍飛行場（熊本市東区健軍町）
8. 玉名陸軍飛行場（熊本県玉名市大浜町）
9. 隈庄陸軍飛行場（熊本県益城郡杉上村）
10. 新田原陸軍飛行場（宮崎県児湯郡新田村）
11. 木脇陸軍飛行場（宮崎県東諸県郡木脇村）
12. 都城陸軍飛行場（宮崎県都城市大字横市）
13. 知覧陸軍飛行場（鹿児島県川辺郡知覧町）
14. 京城陸軍飛行場（朝鮮京城府汝矣島町）
15. 大田陸軍飛行場（朝鮮忠清南道）
16. 群山陸軍飛行場（朝鮮全羅北道）大邱陸軍飛行場（朝鮮慶尚北道）

太平洋戦争末期になると、1945年（昭和20年）2月13日発令の在内地陸軍航空教育部隊臨時編成（軍令陸甲第27号）により、学校は航空教育団、錬成飛行隊、練習飛行隊、教育飛行隊、航空教育隊などからなる第51航空師団（師団長：松岡勝蔵中将、司令部：岐阜）の一部に改編されるかたちで閉鎖された。学校の根拠となる大刀洗陸軍飛行学校令は同年4月18日施行の「陸軍航空本部令外三勅令中改正等ノ件」（勅令第228号）により廃止された。

## 年譜
- 1940年（昭和15年）10月1日 - 主として陸軍少年飛行兵の教育のため開設
- 1943年（昭和18年）10月 - 陸軍特別操縦見習士官の教育を開始
- 1944年（昭和19年）4月 - 陸軍特別幹部候補生の教育を開始
- 1945年（昭和20年）2月 - 閉鎖、第51航空師団の一部に改編

## 歴代校長
- 松岡勝蔵 少将：1940年10月1日 -
- 近藤兼利 少将：1943年6月10日 -
- 小沢武夫 少将：1944年6月20日 -
- 下田龍栄門 少将：1944年12月1日 - 1945年2月20日